# Storfhöhe
Die Storfhöhe ist ein 972 m ü. A. hoher Berg im österreichischen Kärnten, liegt westlich von Oberfederaun, südwestlich von Tscheltschnigkogel und liegt in der Nähe der Villacher Alpenstraße.
In der Nähe des Berges Storfhöhe befindet sich an der Villacher Alpenstraße auf 965 m ü. A. der Rastplatz Waldrast im Mischwald mit einem Blick auf die Karawanken und Burgruine Finkenstein.